# Castors River
Castors River är ett vattendrag i Kanada.   Det ligger i provinsen Newfoundland och Labrador, i den östra delen av landet, 1 500 km öster om huvudstaden Ottawa.
Trakten runt Castors River är nära nog obefolkad, med mindre än två invånare per kvadratkilometer.